# Yūji Hironaga
Yūji Hironaga (jap. 廣長優志 Hironaga Yūji; ur. 25 lipca 1975) – japoński piłkarz.

## Kariera klubowa
Od 1994 do 2004 roku występował w klubach Tokyo Verdy, Gamba Osaka, Yokohama FC i Cerezo Osaka.

## Kariera reprezentacyjna
Został powołany do kadry na Igrzyska Olimpijskie w 1996 roku.